# BANCStar
BANCStar ist eine besondere Programmiersprache, die in den 1990er-Jahren verwendet wurde, um die elektronische Datenverarbeitung in Bank-Filialen abzuwickeln. Sie wurde von National Financial Computer Services Inc. und später von Broadway & Seymour – einer in Charlotte, North Carolina bestehenden und auf Geschäfts-Softwarelösungen spezialisierten Firma – unterhalten. 1996 wurde der Ersatz von BANCStar angekündigt.
Obwohl sie professionell eingesetzt wurde, ähnelt sie sehr einer esoterischen Programmiersprache. Zum Beispiel waren etwa in der Version 5.1c nur die Ziffern 0 bis 9, das Komma, das Minuszeichen und die Zeilenschaltung erlaubt. Ebenso sind leere Zeilen nicht zulässig, und ein Punkt (.) führt zum Absturz des Compilers. Es besteht keine Möglichkeit, den Programmcode zu kommentieren.
BANCStar ließ eine Höchstzahl von 2000 Variablen und Konstanten zu, und sie sind alle global. Alles, was auf dem Bildschirm angezeigt oder auf ein Formular gedruckt wurde, musste als Konstante deklariert werden, weswegen man mit diesen Speicherplätzen sehr sparsam umging. Hinzu kam, dass die Variablen nur durch eine Nummer unterschieden werden konnten, weswegen man sie der Einfachheit halber aus anderen Programmblöcken übernahm, und sie am Ende des Blocks wieder auf die in der Arbeitsgruppe festgelegten Werte zurücksetzte.

## Beispielcode
```
8607,,,1
11547,15475,22002,22002
1316,1629,1,1649
3001,1316,3,30078
11528,22052,22002,22002 
9301,0,1528,1528 
31568,10001,800,107 
8560,,,1568 
8550,210,, 
3001,,, 
3100,1316,3,30089 
11547,15475,22002,22002 
3001,1316,3,30089 
3001,1317,3,10000 
8400,,, 
8550,700,801, 
3001,,, 
9301,0,522,522 
3000,1284,3,10001 
8500,,3, 
8500,,5, 
1547,,1,-2301
```